# فرانک مک‌فارلن برنت
سر فرانک مک‌فارلن برنت (Sir Frank Macfarlane Burnet) ‏OM، AK، KBE، FRS، FAA، FRSNZ (3 سپتامبر ۱۸۹۹–۳۱ اوت ۱۹۸۵‏)، که اغلب با نام «مک‌فارلن» یا «مک برنت» نیز شناخته می‌شود، ویروس‌شناس استرالیایی بود که به خاطر خدماتش در حوزه ایمنی‌شناسی شناخته می‌شود. او جایزه نوبل را در ۱۹۶۰ میلادی به دلیل پیش‌بینی مقاومت ایمنی اکتسابی کسب کرده و نظریه انتخاب کولونال را توسعه داد.
برنت مدرک دکترای پزشکی خود را از دانشگاه ملبورن در ۱۹۲۴ میلادی و PhD خود را از دانشگاه لندن در ۱۹۲۸ بدست آورد. او تحقیقات پیشرو در زمینه میکروبیولوژی و ایمنی‌شناسی را در مؤسسه تحقیقات پزشکی والتر و الیزا هال هدایت کرده و به عنوان هدایتگر این مؤسسه از ۱۹۴۴ تا ۱۹۶۵ میلادی خدمت کرد. از ۱۹۶۵ میلادی تا بازنشستگی‌اش در ۱۹۷۸ میلادی، در دانشگاه ملبورن کار کرد. در طی حرفه خود، نقش فعالی در توسعه سیاست عمومی علوم پزشکی در استرالیا بازی کردو عضو مؤسس آکادمی علوم استرالیا بود و از ۱۹۶۵ تا ۱۹۶۹ میلادی رئیس آنجا بود.
دستاوردهای عمدهٔ برنت در میکروبیولوژی شامل این موارد اند: کشف عوامل تب کیو و سیتاکوز؛ توسعه سنجش‌های شیمیایی جهت ایزولاسیون، کشت و تشخیص ویروس آنفولانزا؛ توصیف بازترکیب سویه‌های آنفولانزا؛ اثبات این که ویروس میکسوماتوزیز در انسان بیماری‌زا نیست. روش‌های مدرن جهت تولید واکسن‌های آنفولانزا هنوز هم بر پایه کار برنت در جهت ارتقاء فرایند رشد ویروس در تخم‌مرغ است.
برنت به دلیل خدماتش به علوم استرالیا، در ۱۹۶۰ میلادی، مبدل به اولین استرالیایی سال شد و در ۱۹۷۸ لقب شوالیه و نشان استرالیا را کسب نمود. او در سطح بین‌المللی به دلیل دستاوردهایش شناخته شده و علاوه بر جایزه نوبل، جایزه لسکر و مدال سلطنتی و کاپلی را از انجمن سلطنتی، دکترای افتخاری و افتخارات مربوط به خدمات ممتاز را از اتحادیه کشورهای مشترک المنافع و ژاپن کسب نمود.

## اوان زندگی
برنت در ترارالگون، ویکتوریا بدنیا آمد؛ پدرش، فرانک برنت، مهاجر اسکاتلندی به استرالیا، مدیر شاخه ترارالگون بانک مستعمراتی بود. مادر او هدسه برنت، دختر مهاجر اسکاتلندی از کلاس میانه بود و با پدرش هنگامی که فرانک در شهرک کورویت کار می‌کرد ملاقات نمود. فرنک ۳۶ ساله بود و ۱۴ سال از هدسه مسن تر بود. این خانواده یک پروتستان آنگلوساکسون بود که از نظر اجتماعی محافظه کار بود. فرنک مکفارلن بنت دومین از هفت فرزند این خانواده بود و از کودکی به نام «مک» شناخته می‌شد. او یک خواهر بزرگتر، دو خواهر جوان‌تر و سه برادر جوان‌تر داشت. مسن‌ترین دخترشان دوریس، دچار ناتوانی ذهنی بوده و بیشترین زمان را از هدسهه گرفته و خانواده نیز شرایط دوریس را به صورت یک ننگ مگو دیده و سایر بچه‌ها را از دعوت دوستان به خانه منع کرده که مبادا او را ببینند. مک از همان سال‌های اول در ترارالگون، از کشف محیط پیرامونش بخصوص ترارالگون کریک، لذت می‌برد. او ابتدا در یک مدرسه خصوصی که توسط یک معلم مجرد اداره می‌شد، قبل از این که در مدرسه ابتدایی دولتی در سن ۷ سالگی شرکت کند، شرکت نمود. مک از پدرش دور بود، پدر او از دوران جوانی دوست داشت تا وقت آزاد خود را صرف ماهی‌گیری و بازی گلف کند. او سبک لفظ قلم صحبت کردن را از دوران جوانی دوست داشته و شیفته ورزش نبود، همچنین در سن هشت سالگی به اندازه‌ای سنت داشت که بتواند کاراکتر پدرش را تحلیل کند. مک شیوه فرنک را نمی‌پسندید و او را به عنوان ریاکاری می‌دید که از اصول اخلاقی حمایت کرده و وجه خوبی از خود نشان می‌داد، در حالی که با تجاری در ارتباط بود که اخلاقیات مشکوکی داشتند. هدسه مشغول دوریس بود، لذا مک شخصیت گوشه‌گیری پیدا نمود.
برنت به ترانگ در ۱۹۰۹ میلادی نقل مکان نمود، در این زمان فرنک در آنجا مدیر بانک شد و در لندن تنزل رتبه کرد. برنت به حیات وحش حول دریاچه ترانگ علاقه‌مند شد؛ او به اسکاتس در ۱۹۱۰ میلادی پیوست و از تمامی فعالیت‌های فضای باز لذت می‌برد. در حالی که در ترانگ زندگی می‌نمود، شروع به جمع‌آوری قاب‌بالان کرده و به مطالعه زیست‌شناسی مشغول گشت. او به مطالعه مقالات زیست‌شناسی در «دائره المعارف چمبرز» می‌پرداخت که آثار چارلز داروین را به او معرفی نمود. طی سال‌های اولیه نوجوانی‌اش، خانواده تعطیلات را در بندر فیری سپری می‌نمود، جایی که برنت اوقات خویش را صرف مشاهده و ثبت رفتار حیات وحش می‌نمود. او در مدرسه ایالتی ترانگ تحصیل کرده و مدرسه یکشنبه‌ها را در کلیسای محلی سپری می‌کرد، در آنجا کشیش او را به مطالعات مدرسی تشویق کرده و کتابی در مورد مورچگان را به او به دلیل عملکرد آکادمی‌اش هدیه نمود. او فرنک را به سرمایه‌گذاری در امر تحصیلات مک تشویق کرده و کمک هزینه کاملی جهت مطالعه برون مرزی در کالج گیلانگ را کسب کرد، آنجا یکی از مدارس خصوصی بسیار انحصاری بود. در سال ۱۹۱۳ در آنجا شروع به تحصیل کرده و تنها فردی در آنجا بود که از کمک هزینه کامل بهره می‌برد. او از اوقات خویش در آنجا لذت نمی‌برد، چرا که در میان نونهالان از طبقات بالا بود؛ در حالی که اکثر همتایانش بی‌حیا بوده و تمایل به ورزش داشتند، اما برنت اهل کتاب و درس بوده و علاقه‌ای به فعالیت‌های ورزشی نداشت و همکلاسی‌هایش را گستاخ و بی‌نزاکت و دهاتی می‌یافت. در طی این دوره، او به جمع‌آوری سوسک ادامه داده و عدم تأیید همتایانش را به صورت یک راز نگه داشت و سعی می‌کرد که در حد ضرورت با همکلاسیانش مخلوط شود. با این حال، دلاوری‌های آکادمیکش منجر به کسب اعتبار برای او شده و در ۱۹۱۶ میلادی از آنجا فارغ‌التحصیل شد. او در در تاریخ، انگلیسی، شیمی و فیزیک، در کل مدرسه مقام اول را کسب نمود. مسیر عادی دانشگاهی برای فردی با پیشینه اجتماعی که او داشت این بود که در الهیات، قانون یا پزشکی ادامه تحصیل نماید. تا آن زمان، او نسبت به افکار دینی وارسته بود، فلذا پزشکی را انتخاب نمود. طی جنگ جهانی اول، خدمات نظامی یکی از گزینه‌ها بود و او احساس نمود که پیشینه پزشکی ممکن است شانس او را جهت کسب پست‌های غیرنظامی افزایش می‌دهد.

## ارجاعات
1. ↑  Fenner, F. J. (1987). "Frank Macfarlane Burnet. 3 September 1899-31 August 1985". Biographical Memoirs of Fellows of the Royal Society. 33: 100–126. doi:10.1098/rsbm.1987.0005. JSTOR 769948. PMID 11621432.
2. ↑  Nossal, G. J. V. (2007). "Burnet, Sir Frank Macfarlane (Mac) (1899–1985)". Australian Dictionary of Biography. Vol. 17. Melbourne University Press. ISSN 1833-7538. Retrieved 1 September 2018 – via National Centre of Biography, Australian National University.
3. ↑  Lewis, Wendy (2010). Australians of the Year. Pier 9 Press. ISBN 978-1-74196-809-5.
4. ↑  Biographical Memoirs, p. 101.
5. ↑  Sexton (1999), pp. 9–10.
6. ↑  Sexton (1999), p. 8.
7. ↑  Sexton (1999), p. 10.
8. ↑  Sexton (1999), pp. 10–11.
9. ↑  Sexton (1999), p. 11.
10. ↑  Sexton (1999), pp. 11–12.
11. ↑  Sexton (1999), pp. 12–13.
12. ↑  Sexton (1999), p. 13.
13. ↑  Sexton (1999), p. 14.
14. 1 2  Biographical Memoirs, p. 102.
15. ↑  Sexton (1999), pp. 16–17.
16. ↑  Sexton (1999), pp. 18–19.
17. ↑  Sexton (1999), p. 20.
18. ↑  Sexton (1999), p. 21.
19. ↑  Sexton (1999), pp. 21–22.